# Cyaniris luzona
Cyaniris luzona är en fjärilsart som beskrevs av John Nevill Eliot och Kawazoé 1983. Cyaniris luzona ingår i släktet Cyaniris och familjen juvelvingar. Inga underarter finns listade i Catalogue of Life.